# Загадник
Е́двард Ні́ґма, відомий як За́гадник (англ. Riddler) — суперлиходій всесвіту DC Comics, один з найвідоміших та запеклих ворогів Бетмена. Вперше з'явився у випуску Detective Comics № 140 у жовтні 1940, авторами стали Білл Фінґер та Дік Спранг(англ. Dick Sprang).
У класичній серії коміксів Загадника зображують як кримінального лиходія, який живе у Ґотемі. Він відзначається нав'язливим бажанням додавати до своїх планів загадки, пазли та смертельні пастки; таким чином він демонструє свою інтелектуальну перевагу над Бетменом та поліцією. Загадник часто носить зелений костюм та котелок, або юнітард зеленого кольору, прикрашений знаками питання. Також знаки питання використовуються для оформлення пристроїв та речей, пов'язаних з цим злодієм.

## Про персонажа
Едвард Ніґма відчуває нездорову потребу в увазі та має намір стати найнеймовірнішим злочинцем Ґотема. Свої злочини він оточує безліччю загадок і підказок.
Загадник — кримінальний геній, здатний придумувати креативні плани, які використовують пазли усіх можливих видів. Коли він деякий час працював приватним детективом, то міг розслідувати дуже заплутані справи, майже як Темний Лицар. Проте, на відміну від Бетмена, Загадник вирізняється фанатичним нарциссизмом, егоцентризмом та мегаломанією.
Загадник не має суперздібностей, натомість покладається на сильний інтелект на здатність створювати витончені плани. У фізичному бою він може використовувати різні пристрої, які сконструював самостійно: бомби, які під час вибуху викидають кусочки пазлів; пістолети, виконані у формі знака питання; знаменитий посох, який також виконано у вигляді знаку питання і який може містити різні додаткові гаджети.

## Комікси

### Оригінальна історія
У дитинстві Едді Нештон був дуже кволою і невпевненою у собі людиною. Усі навколо його ображали, ніхто не хотів із ним дружити. Не дивлячись на це, Едді зростав вундеркіндом, хоч цього ніхто не помічав.
Усе сталося того дня, коли в його школі, проводився конкурс загадок та головоломок, на якому Едвард зайняв перше місце. Хлопчик був дуже радий, та розповів про це батькові, сподіваючись на те, що він його похвалить. Але замість цього, тато звинуватив його у махлюванні, й сильно побив. Цей епізод назавжди закарбувався в його пам'яті. З того часу, щось дивне стало траплятися з Едвардовим розумом. Придумувати загадки стало сенсом його життя. Коли Нештон виріс, він став науковцем, і змінив своє прізвище на Ніґма, щоб його ініціали звучали як Е. Ніґма (enigma — з англ. загадка). Зрештою, він остаточно збожеволів, і вирішив стати суперзлодієм, щоб показати людям силу свого розуму. Він одяг на себе зелений костюм, взяв ціпок й перетворився на Загадника.

### New 52
У всесвіті New 52, його минуле не згадується. Вперше він з'являється у сюжетній арці «Batman: Zero Year». Згідно з сюжетом, Бетмен впадає у кому, і за цей час, Загаднику вдається захопити Ґотем. У цей час, помічники Бетмена намагаються протистояти злодію.

## Поза коміксів

### Кіно
- «Бетмен» 1966 року, роль грає Френк Ґоршин. Загадник є одним з членів команди суперзлодіїв.
- «Бетмен Назавжди» 1995 року, роль грає Джим Керрі. Едвард Ніґма працював у «Вейн Інтерпрайзерс» й розробляв винахід, що мав читати людські думки. Проте, коли ідол Едварда, Брюс Вейн (що таємно є Бетменом) назвав його працю дурницею, Ніґма з'їхав з глузду, та став бандитом Загадником. Разом з лихим Дволиким він почав тероризувати Ґотем.
- «Бетмен і Робін» 1997 рік. Загадник у фільмі не з'являється, але в одній сцені можна помітити його костюм та ціпок.
- «Бетмен» 2022 рік. Роль грає Пол Дано.

### Телебачення
- Серіал «Бетмен» 1966 року, роль грає Френк Ґоршін. Один із головних лиходіїв.
- Серіал «Ґотем» 2014 року, розповідає про пригоди поліції Ґотема, що передують появі Бетмена. Едвард Ніґма виступає судмедекспертом поліції, що полюбляє загадки. Роль виконує Корі Майкл Сміт.

### Мультиплікація
- Мультсеріал «Бетмен: анімаційні серії», 1992 року. Роль озвучує Джон Гловер.
- Мультсеріал «Бетмен» 2004 року. Загадник є одним із головних злодіїв.
- Анімаційний фільм «Бетмен: Напад на Аркгем» 2014 року. Загадник є головним злодієм.

### Вебсеріал
- «Batgirl rises» 2014 року, фанатський вебсеріал. Роль грає Ріко Росс.

### Комп'ютерні ігри
Загадник згадується у серії ігор Batman: Arkham: Batman: Arkham Asylum, Batman: Arkham City, Batman: Arkham Origins та Batman: Arkham Knight. Кожна гра містить ряд другорядних завдань-загадок, створених цим злодієм.
Камео Загадника можна побачити у грі Injustice: Gods Among Us
Персонаж Загадника з'являється у грі Batman: The Enemy Within — там його не називають Едвардом Ніґма напряму, але Жінка-кішка звертається до нього як «Едді».